# Paketbeilage
Bei Paketbeilagen bzw. Werbebeilagen im Allgemeinen, handelt es sich traditionell um Prospekte, Flyer, Gutscheine oder auch Produktproben werbetreibender Unternehmen, die den ausgehenden Sendungen von Versandhändlern beigelegt werden.

## Einordnung von Paketbeilagen in die Marketinglandschaft
Traditionelle Beilagenwerbung ist den klassischen Werbemedien zuzuordnen. Sind die Paketbeilagen mit einem Gutschein oder Angebotscode versehen, spricht man auch von klassischen Werbemedien mit Dialogelementen, da dem Empfänger die Möglichkeit zur Interaktion gegeben wird.

## Paketbeilagen als Marketinginstrument
Ein Vorteil von Paketbeilagen besteht darin, dass die Beilage immer einen aktiven Kunden erreicht. Scheinbar erreicht die Beilage den Kunden in einem Augenblick gesteigerter Aufmerksamkeit bei Sendungsöffnung und zumeist einer positiven Erwartungshaltung im Hinblick auf das bestellte Produkt. Dies trifft jedoch lediglich auf den Großteil der Empfänger zu. So wird gemäß einer Studie von 16 % der Empfänger einer Paketbeilage diese als „eher überflüssig“ bzw. „komplett überflüssig“ empfunden. Die Rücklaufquote fällt danach höher aus als bei klassischer Anzeigenwerbung sowie anderer Beilagenformen wie beispielsweise in Zeitungen oder Zeitschriften.
Auf der anderen Seite ist dieser Werbeweg inzwischen so stark frequentiert, dass der Warenempfänger vermehrt mit unterschiedlichsten Werbepartnern konfrontiert wird. Des Weiteren erreicht die Paketbeilage den Käufer in dem Moment, wo bereits eine Investition getätigt worden ist und möglicherweise daher keine freien Finanzen für Folgekäufe zur Verfügung hat.
Eine Weiterentwicklung der klassischen Werbebeilagen sind personalisierte Paketbeilagen. Mittels Software können Inhalte der Beilage individuell auf Kunden angepasst werden. Diese Form der Paketbeilagen kann der langfristigen Kundenbindung dienen.
Zur Neukundengewinnung können Paketbeilagen mittels Software ebenfalls gezielt ausgesteuert werden. Anhand der Daten, die das Versandlabel bereitstellt, wird ermittelt, ob eine Anzeige für das Paket relevant ist. Die Beilage wird anschließend On-Demand gedruckt und hinzugefügt.

## Selektionsmöglichkeiten
Paketbeilagen können heute schon bei großen Versendern nach den üblichen Kriterien wie Geschlecht, Alter, Einkommen etc. selektiert und Kunden gezielt angesprochen werden. Unternehmen können damit Streuverluste reduzieren, was höhere Erfolgsquoten wie zum Beispiel Gutscheineinlösungen versprechen kann. Eine neuere Entwicklung ist die Selektion von Paketen nach Postleitzahlgebieten. Diese Targeting-Option war bisher typisch für Mailings und ermöglicht regionale sowie lokale Werbemaßnahmen. Je größer die Vorselektion jedoch ist, desto geringer ist das monatliche Potential an beilagefähigen Paketen.
Zur Personalisierung von Paketbeilagen stehen verschiedene Parameter zur Auswahl:
- Name
- Geschlecht
- individuelle Produktempfehlungen anhand des Surf- und Kaufverhalten
- Abdruck der nächstgelegenen Filiale
- unterschiedliche Gutschein und Rabatt-Formate

## Buchung von Paketbeilagen
Die Vermittlung von Paketbeilagen-Kapazitäten ist inzwischen alltägliche Praxis bei Versendern. So können bei vielen großen deutschen Versandhändlern Kapazitäten direkt oder über Agenturen gebucht werden. Darüber hinaus haben sich am Markt inzwischen auch Vermittler von Paketbeilagen etabliert, welche einerseits die Kapazitäten großer Versandhändler vermitteln oder welche andererseits die Kapazitäten kleiner und mittelgroßer Versandhändler wie eBay Powerseller oder kleinerer Onlineshops vermarkten. Paketbeilagen können auch im Rahmen von Tauschverträgen (sogenannte Barter-Deals) ohne monetäre Leistungen abgewickelt werden. Zwei Unternehmen tauschen hierbei gegenseitig die Werbeplätze in den Paketen. Es gibt eine Vielzahl an Agenturen in Deutschland, über die Paketbeilagen in Deutschland beauftragt werden können, abhängig von der gewünschten Zielgruppe.
Bei der Buchung von Paketbeilagen haben Werber die Wahl zwischen einer hohen Reichweite mit meist großer Streuung oder einer sehr konkreten Zielgruppendefinition, die jedoch wiederum die Reichweite begrenzt. Problematisch bei der Vermittlung von Paketbeilagen sind jedoch typische Principal-Agent-Konflikte, da der Werbetreibende kaum oder nur schwer selbst kontrollieren kann, ob die Beilagenstreuung tatsächlich erfolgt. Versandhändler könnten so den Anreiz haben, die Werbung nicht beizulegen. Eine Lösung für dieses Problem besteht in der Durchführung von Testbestellungen. Außerdem besteht die Chance, dass durch die zunehmende Digitalisierung bei der Abwicklung von Paketbeilagen besser für Werbende nachvollziehbar wird, wie viele Paketbeilagen zu welchem Zeitpunkt versendet wurden.